# Zavrzlama
Zavrzlama je četvrti studijski album bosanskohercegovačkog sevdah sastava Divanhana. Objavljen je u siječnu 2022. godine. Album je sniman neposredno pred početak pandemije, veljače 2020. godine u glazbenom studiju Metro u Ljubljani u suradnji s eminentnim slovenskim producentom Janezom Križajem, te naknadno produciran u Sarajevu u suradnji s dugogodišnjim saradnikom sastava Borjanom Miloševićem. Zavrzlamu su svojim notama oplemenili umjetnici s raznih krajeva svijeta kao što su Carlitos Yoder (Argentina), Danica Krstić (Srbija), Lakiko (Švicarska), Duygu Demir (Turska), Goran Bojčevski (S. Makedonija), Ivan Bobinac i Iwan Josipović (Hrvatska), te Rok Nemanič i Klemen Bračko (Slovenija). Radi se o konceptualnom albumu, gdje su kroz prizmu sevdalinke, prikazani svi stilove koji su potekli iz sevdalinke. Na albumu se nalaze dvije tradicionalne skladbe: Stade se cvijeće rosom kititi i Oj, curice, dvije starogradske Zarasle su staze ove, te pomalo zaboravljena Penavina „Sarajčice, hajdemo“, zatim dvije kafanske „Opa Opa“ od Luisa te „Peno“ od Šabana Bajramovića i na koncu pet autorskih kompozicija sastava za koje su inspiraciju vukli iz prethodno nabrojanih skladbi i glazbenih stilova.

## Popis pjesama
| 1.    | »Na Kušlatu se mahrama vihori«  | 5:35 |
| 2.    | »Ćilim«                         | 2:55 |
| 3.    | »Peno«                          | 5:08 |
| 4.    | »Sarajčice, hajdemo«            | 3:02 |
| 5.    | »Opa, opa«                      | 3:58 |
| 6.    | »Stade se cvijeće rosom kititi« | 5:48 |
| 7.    | »Lola«                          | 5:21 |
| 8.    | »Zarasle su staze ove«          | 4:09 |
| 9.    | »Oj, curice«                    | 3:45 |
| 10.   | »Voće rodilo«                   | 3:46 |
| 11.   | »Zova«                          | 3:22 |
| 46:54 |                                 |      |

## Vanjske poveznice
- Službena web stranica Divanhane